# Kruis van Verdienste brandweer
Het Kruis van Verdienste brandweer is een Nederlandse ministeriële onderscheiding.
Het kruis is onderscheiding voor personen die zich bijzonder verdienstelijk hebben gemaakt voor de brandweer in het Koninkrijk der Nederlanden. Zowel Nederlanders als niet-Nederlanders komen in aanmerking. De onderscheiding wordt toegekend in de gradaties brons, zilver en goud, en bestaat uit een modelonderscheiding, een bijbehorende oorkonde, een baton voor op het uniform en een miniatuur voor formele kleding.
De onderscheiding beloont uitzonderlijke bijdragen aan de brandweer, waarbij de gedecoreerde verantwoordelijkheid heeft gedragen of bijzondere bekwaamheid heeft getoond die boven de normale verwachtingen uitgaat. Bij langdurige verdiensten (meer dan acht jaar) wordt eerst gekeken of een hogere onderscheiding, zoals een ridderorde, passender is. Het Kruis van Verdienste kan niet worden toegekend voor dezelfde verdiensten als een andere staatsonderscheiding.
Bij aanvragen voor dapperheid wordt eerst beoordeeld of andere onderscheidingen, zoals de Erepenning voor menslievend hulpbetoon, toepasselijk zijn. Het Kruis van Verdienste kan eenmaal worden toegekend in dezelfde graad, eventueel postuum. Bij nieuwe verdiensten kan een hogere graad worden aangevraagd. De onderscheiding kan worden ingetrokken bij ernstig wangedrag of veroordelingen.
Museummedaille ·
Erepenning ·
Medaille van de Maatschappij tot Redding van Drenkelingen ·
Doggersbank-medaille ·
Broeder van de Orde van de Nederlandse Leeuw ·
Antwerpsche Medaille 1832 ·
Onderscheidingsteken voor Langdurige, Eerlijke en Trouwe Dienst ·
Eremedaille voor Kunst en Wetenschap ·
Eremedaille voor Voortvarendheid en Vernuft ·
De Ruyter-medaille ·
Regeringsmedaille ·
Medaille van het Carnegie Heldenfonds ·
Medaille van Verdienste van het Nederlandse Rode Kruis ·
Medaille voor trouwe dienst van het Nederlandse Rode Kruis ·
Erkentelijkheidsmedaille 1940-1945 ·
Inhuldigingsmedaille 1948 ·
Herinneringsmedaille Luchtbescherming 1940-1945 ·
Medaille van de Noord- en Zuid-Hollandsche Redding Maatschappij ·
Zilveren Anjer · 
Cultuurfonds Onderscheiding · 
Vrijwilligersmedaille Openbare Orde en Veiligheid ·
Vaardigheidsmedaille van de Nederlandse Sport Federatie ·
Inhuldigingsmedaille 1980 ·
Herinneringsmedaille VN-Vredesoperaties ·
Herinneringsmedaille Multinationale Vredesoperaties ·
Herinneringsmedaille Internationale Missies ·
Huwelijksmedaille 2002 ·
Herinneringsmedaille Buitenlandse Bezoeken ·
Marinemedaille ·
Landmachtmedaille ·
Marechausseemedaille ·
Luchtmachtmedaille
Zie ook: Ridderorden en onderscheidingen in Nederland